# نيكيتا روكافيتسيا
نيكيتا فاديموفيتش روكافيتسيا (بالإنجليزية: Nikita Vadimovich Rukavytsya) (مواليد 22 يونيو 1987 في ميكولايف) لاعب كرة قدم أوكراني-أسترالي يلعب حاليا لصالح نادي مكابي حيفا منذ عام 2016.

## روابط خارجية
- نيكيتا روكافيتسيا على موقع الاتحاد الدولي (مؤرشف)  (الإنجليزية)
- نيكيتا روكافيتسيا على موقع الاتحاد الأوربي (الإنجليزية)
- نيكيتا روكافيتسيا على موقع اتحاد أوكرانيا (الإنجليزية)
- نيكيتا روكافيتسيا على موقع إي إس بي إن إف سي (الإنجليزية)
- نيكيتا روكافيتسيا على موقع قاعدة بيانات كرة القدم.إي يو (الإنجليزية)
- نيكيتا روكافيتسيا على موقع بيانات كرة القدم. دي إي (الألمانية)
- نيكيتا روكافيتسيا على موقع ناشيونال فوتبول تيمز (الإنجليزية)
- نيكيتا روكافيتسيا على موقع Soccerbase.com (لاعب) (الإنجليزية)
- نيكيتا روكافيتسيا على موقع Soccerway.com (الإنجليزية)
- نيكيتا روكافيتسيا على موقع عالم كرة القدم.نت (الإنجليزية)